# پایگاه پنجم شکاری امیدیه
پایگاه هوایی امیدیه یا پایگاه پنجم شکاری امیدیه از پایگاه‌های شکاری نیروی هوایی ارتش جمهوری اسلامی ایران است، که در سال ۱۳۶۰ تأسیس شد. برنامه ساخت این پایگاه پیش از وقوع انقلاب آغاز شد و بر پایه قرارداد دولت شاهنشاهی ایران با ایالات متحده آمریکا، قرار بود پایگاه امیدیه آشیانه جنگنده‌های اف-۱۶ باشد، که در پی وقوع انقلاب، این قرارداد لغو شد. هم‌اکنون این پایگاه دارای ۳ گردان هواپیماهای چینی چنگدو جی-۷ می‌باشد. درحال حاضر سرتیپ‌دوم ابراهیم آقاجری فرماندهی پایگاه هوایی امیدیه را برعهده دارد.